# ليوناردو باستوس
ليوناردو باستوس (بالبرتغالية: Léo‏) (Leonardo Lourenço Bastos) (6 يوليو 1975 في كامبوس دوس غويتاكازس في البرازيل – )؛ هو لاعب كرة قدم كان يلعب كمدافع. يلعب مع منتخب البرازيل لكرة القدم منذ عام 2001.

## وصلات خارجية
- ليوناردو باستوس على موقع الاتحاد الدولي (مؤرشف)  (الإنجليزية)
- ليوناردو باستوس على موقع قاعدة بيانات كرة القدم.إي يو (الإنجليزية)
- ليوناردو باستوس على موقع ناشيونال فوتبول تيمز (الإنجليزية)
- ليوناردو باستوس على موقع Soccerway.com (الإنجليزية)